# Queensland Sport and Athletics Centre
 (avril 2025).
Si vous disposez d'ouvrages ou d'articles de référence ou si vous connaissez des sites web de qualité traitant du thème abordé ici, merci de compléter l'article en donnant les références utiles à sa vérifiabilité et en les liant à la section « Notes et références ».
Le Queensland Sport and Athletics Centre est un stade situé au sud de Brisbane, dans l'État du Queensland en Australie. Il portait auparavant le nom de QE II et d'ANZ Stadium.
De 1993 à 2003, il était le stade du club de rugby à XIII des Brisbane Broncos.

## Évènements
- Jeux du Commonwealth de 1982